# Kunzea
Kunzea es un género de 36-40 especies de arbustos en la familia Myrtaceae. Son endémicos de Australia con una especie en Nueva Zelanda. Se encuentran en el continente australiano con la mayoría de las especies en el oeste .

## Etimología
El nombre del género fue otorgado en honor de Gustav Kunze, profesor, zoólogo, entomólogo, botánico, pteridólogo, micólogo y, algólogo alemán.

### Especies
- Kunzea ambigua
- Kunzea baxteri
- Kunzea bracteolata
- Kunzea cambagei
- Kunzea capitata
- Kunzea ericoides
- Kunzea flavescens
- Kunzea muelleri
- Kunzea obovata
- Kunzea opposita
- Kunzea parvifolia
- Kunzea pauciflora
- Kunzea pomifera
- Kunzea pulchella